# オペラハウス (競走馬)
オペラハウス (Opera House) とはイギリスの競走馬で、引退後は日本で種牡馬となった。キングジョージ6世&クイーンエリザベスダイヤモンドステークス（キングジョージ）などGIを3勝している。
全弟にKayf Tara（アイリッシュセントレジャーなどGIを4勝）、半妹にZee Zee Top（オペラ賞など：父Zafonic）がいる。名前の由来はロンドンにあるロイヤル・オペラ・ハウス劇場から。
父サドラーズウェルズの血を日本で花開かせた1頭で、テイエムオペラオー、メイショウサムソンなどの活躍馬を出している。
1993年のカルティエ賞最優秀古馬に選出された。

## 戦績
2歳のデビュー戦は10馬身差の圧勝で、翌年の有力候補に名が挙がるも調教中に球節を痛め休養に入る。
3歳の秋に復帰するも、その年は復帰初戦で挙げた勝利のみに終わる。4歳に入り、タタソールズゴールドカップで初重賞制覇、ブリガディアジェラードステークスで重賞連勝を飾る。その勢いで夏のGI戦線に挑むも、エクリプスステークスはクーヨンガの2着、キングジョージはセントジョヴァイトの3着に終わる。その後1戦1勝で4歳を終える。
5歳になりいよいよ本格化したオペラハウスは、ガネー賞2着の後、コロネーションカップ・エクリプスステークス・キングジョージとGIを3連勝。キングジョージではコマンダーインチーフをはじめとする3歳世代、ユーザーフレンドリーなど前年の凱旋門賞好走組を退ける快勝だった。しかしこれが最後の勝利となる。アイリッシュチャンピオンステークスは2着、凱旋門賞もエルナンドに次ぐ2番人気ながらアーバンシーの3着に終わる。そしてアメリカに遠征してのブリーダーズカップターフでもコタシャーンの6着に敗れ、現役を引退する。

## 種牡馬として

### 概要
1994年から日本の日本軽種馬協会で種牡馬入りした。
初年度産駒からマイルチャンピオンシップ南部杯を勝ったニホンピロジュピタを出した。2年目の産駒であるテイエムオペラオーはG1を7勝し、JRA賞年度代表馬になる大活躍を見せた。その後、産駒成績がやや伸び悩み、2004年と2005年には配合数が30頭を切るほど人気が低迷していたが、2006年にメイショウサムソンがクラシック二冠（皐月賞・東京優駿）を制すると本馬の人気も回復し、2006年には157頭の牝馬と配合された。マジェスティバイオが2011年の中山大障害を優勝し、オペラハウス産駒の通算GI勝利数は14勝となった。なお、本馬は日本に輸入されたサドラーズウェルズ系種牡馬としては唯一GI馬を出している種牡馬である。
産駒毎の成績にはムラがあり、種牡馬としてはいわゆる一発大物型の傾向があるものの、トップクラスの産駒はサンデーサイレンスやブライアンズタイムの上級産駒と対等に渡り合う、もしくはそれ以上の活躍をしている。配合される牝馬の大半が中小規模の牧場の繁殖牝馬ということもあり、勝ち上がり率はそれほど高くないが、高額の賞金を稼ぐ産駒の割合は高く、そのためアーニングインデックスは高い。
産駒であるメイショウサムソンの産駒も重賞を制覇しており、本馬は直系の孫の代においても重賞を制覇している。
高齢により2012年をもって種牡馬を引退した。その後は日本軽種馬協会静内種馬場で功労馬として余生を送る。引退後も種牡馬登録は継続されていたが、2014年2月14日付で用途変更され、正式に種牡馬を引退している。2016年4月20日、左後肢基節骨を粉砕骨折し、安楽死となった。
余談だが、1999年のフェブラリーステークスを岩手競馬所属のメイセイオペラが勝利した時、種付けの問い合わせが殺到したというエピソードがある。メイセイオペラという馬名と、当時の本馬の代表産駒がダートの強豪ニホンピロジュピタであったことによる勘違いである（メイセイオペラの父はグランドオペラだが、このグランドオペラも本馬と同じく父の父がノーザンダンサーである）。

### 産駒の傾向
産駒の傾向としては、サドラーズウェルズ系だけあって末脚の切れ味には欠けるが、しぶとい末脚と勝負根性が武器で、大差をつけて勝つような派手な産駒は少なく、僅差で接戦に勝つ産駒が多い。ステイヤー傾向の産駒でロングスパートが得意な産駒などは、鞍上の腕や馬との相性も通常以上に問われるが、騎手の手が合えば思わぬ力を発揮する事も見られ、それまでスランプだった馬が、乗り替わりでいきなり好走するパターンが時折見られるのも特徴である。
芝中長距離での活躍が中心だが、ダート競走のGI勝ち馬も輩出している。
また、障害競走適性も高く、数多くの重賞を勝っており、血統評論家の吉沢譲治は、本馬を「障害のサンデーサイレンス」と評している。
気性面で安定した産駒が多く、体も丈夫で故障が少ないという特徴もある。時計がかかる洋芝や道悪の馬場も得意である。成長力に富み、古馬になってから本格化する晩成型の産駒が多く、脚元の問題が起きなければ長い期間にわたって活躍が期待できる。

## 主な産駒

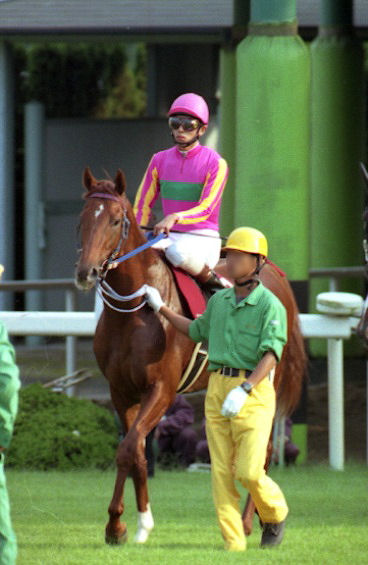
テイエムオペラオー（1996年産）

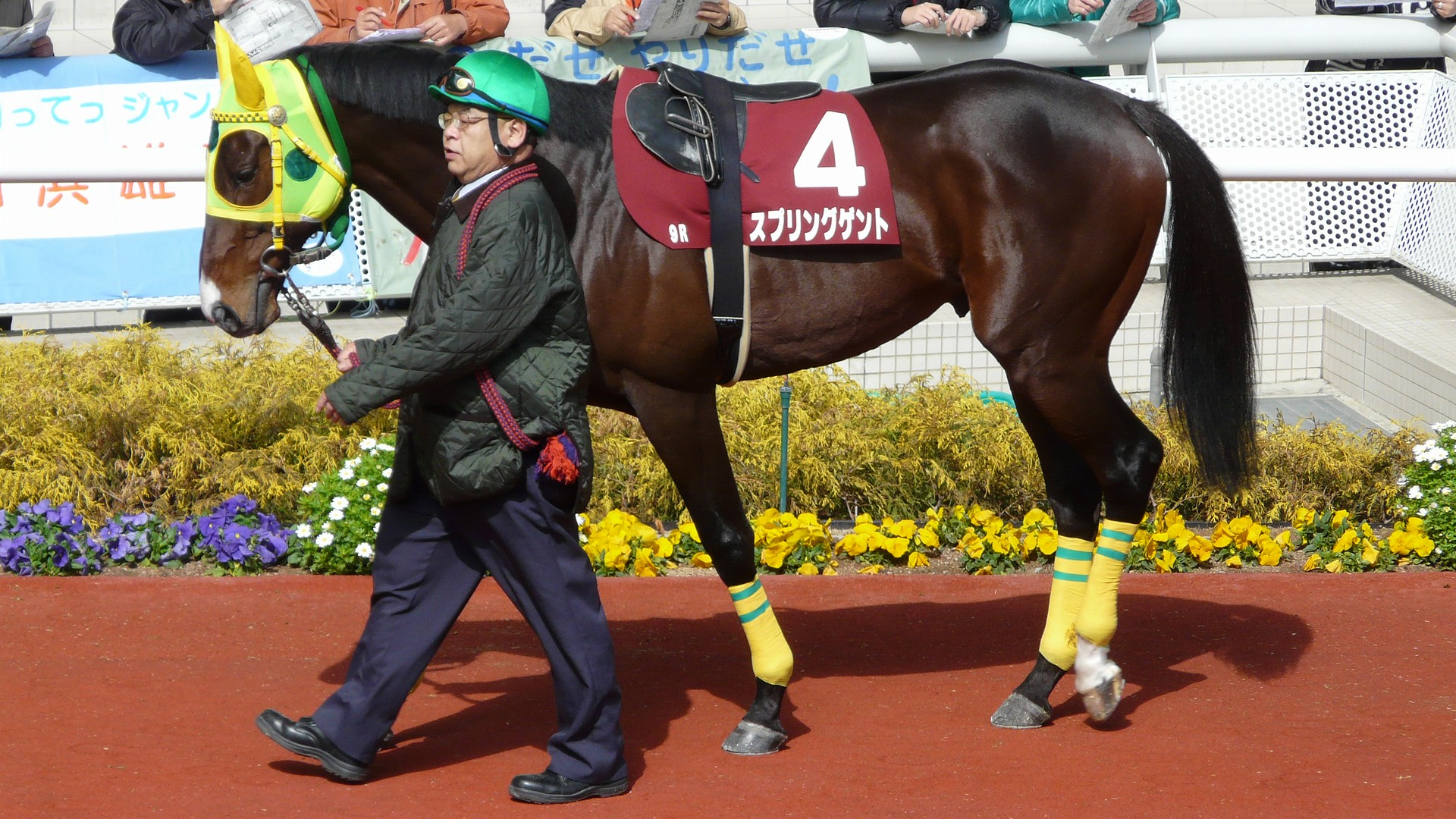
スプリングゲント（2000年産）

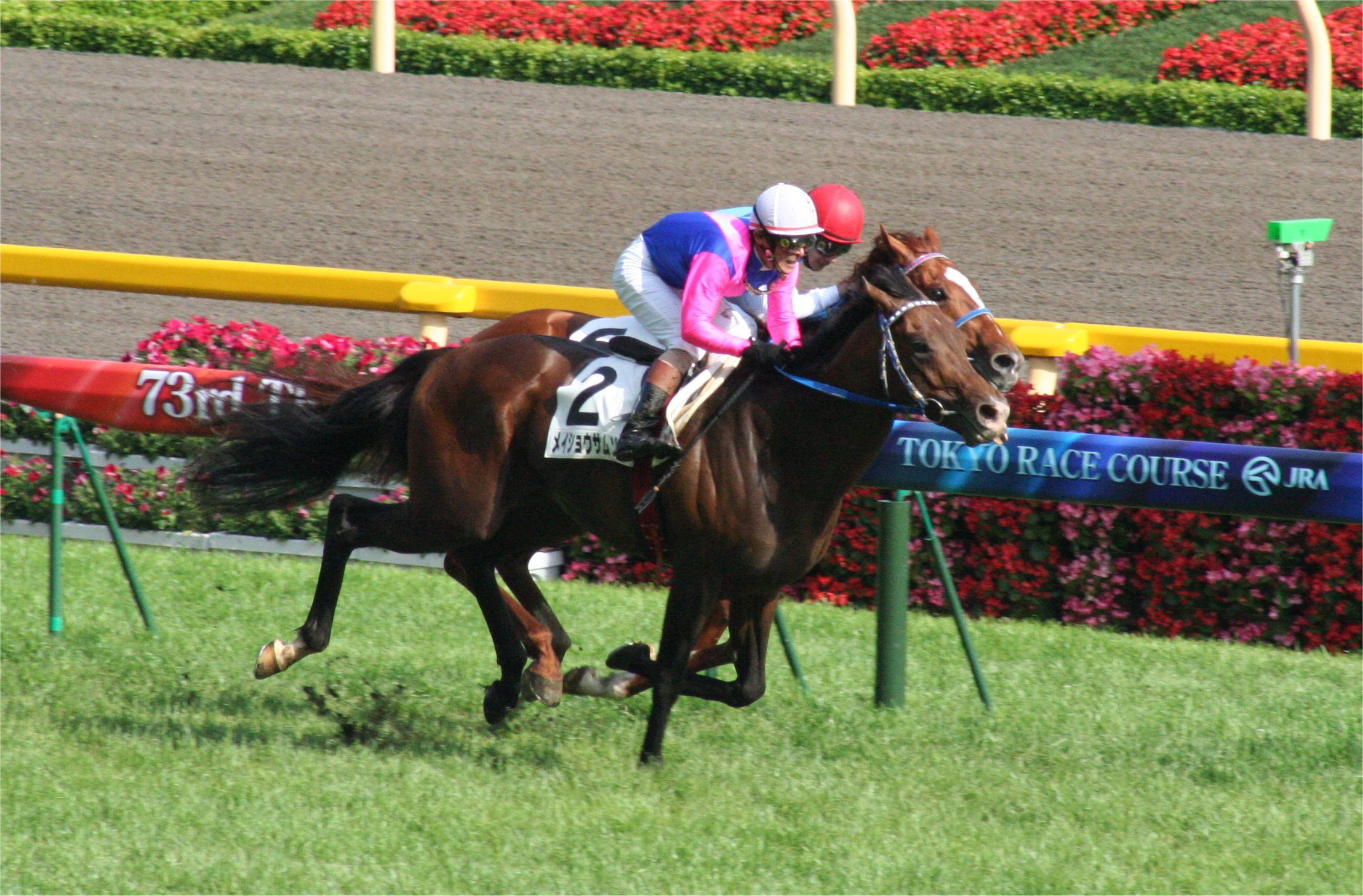
メイショウサムソン（2003年産）

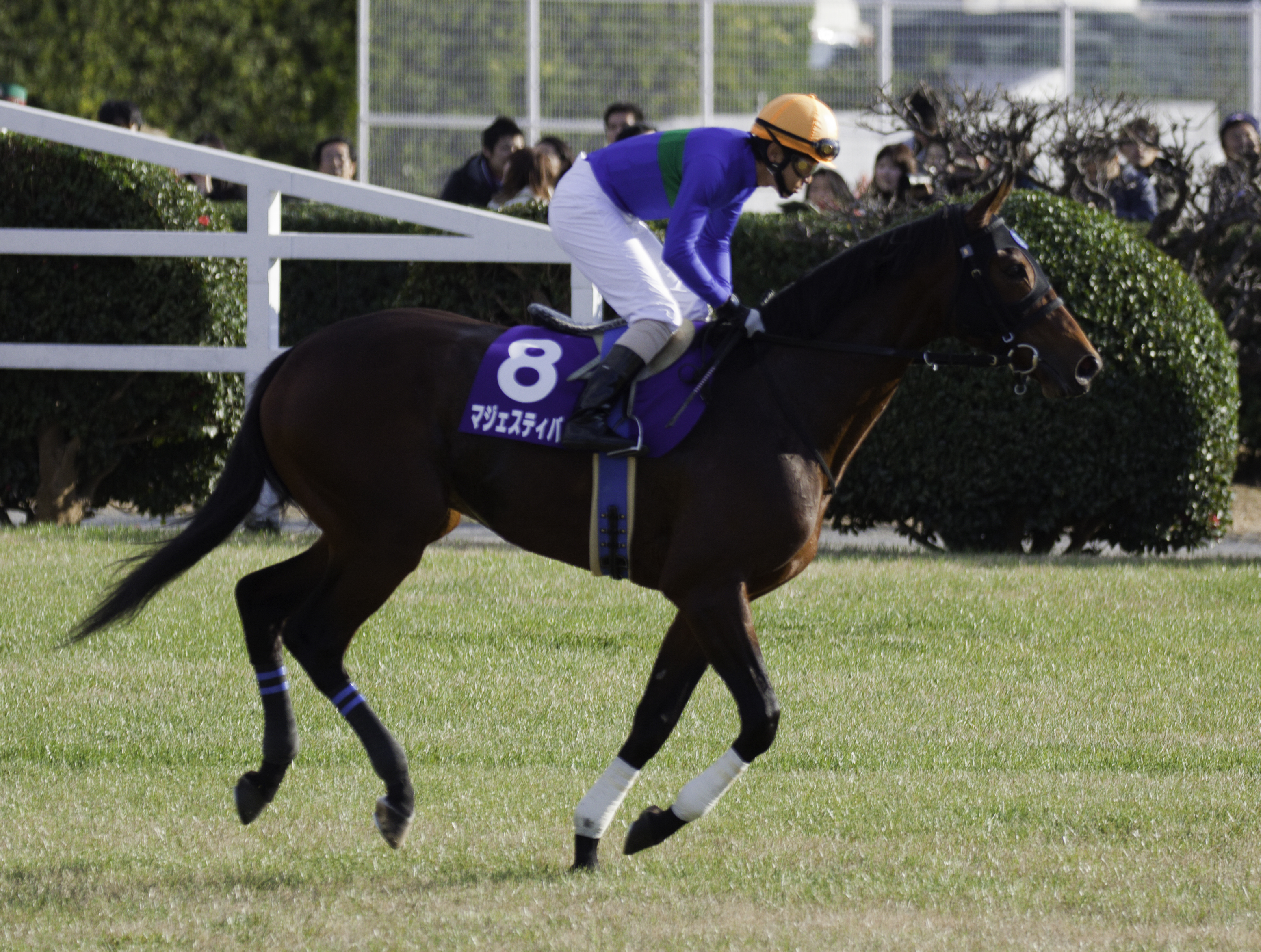
マジェスティバイオ（2007年産）

太字はGI級競走

### グレード制重賞優勝馬
- 1995年産
  - ニホンピロジュピタ（マイルチャンピオンシップ南部杯、エルムステークス）
- 1996年産
  - テイエムオペラオー（皐月賞、天皇賞（春）2勝、天皇賞（秋）、ジャパンカップ、有馬記念、宝塚記念、京都大賞典2勝、京都記念、阪神大賞典、毎日杯）
    - 1999年度最優秀4歳牡馬
    - 2000年度代表馬・最優秀5歳以上牡馬
    - 顕彰馬
- 1997年産
  - アクティブバイオ（日経賞、アルゼンチン共和国杯）
  - ミラクルオペラ（マーキュリーカップ、白山大賞典）
  - カリスマサンオペラ（中山金杯）
- 2000年産
  - スプリングゲント（中山グランドジャンプ、東京ハイジャンプ、京都ハイジャンプ、京都ジャンプステークス）
  - バローネフォンテン（東京オータムジャンプ）
- 2001年産
  - オペラシチー（目黒記念）
  - コウエイトライ（阪神ジャンプステークス4勝、小倉サマージャンプ2勝、東京オータムジャンプ、新潟ジャンプステークス）
- 2003年産
  - メイショウサムソン（皐月賞、東京優駿、天皇賞（春）、天皇賞（秋）、スプリングステークス、産経大阪杯）
    - 2006年度最優秀3歳牡馬
    - 2007年度特別賞

  - ヤマトマリオン（フローラステークス、東海ステークス、クイーン賞、TCK女王盃）
  - ミヤビランベリ（目黒記念、アルゼンチン共和国杯、七夕賞2勝）
  - スリーオペレーター（阪神スプリングジャンプ）
- 2004年産
  - トーセンクラウン（中山記念）
  - テイエムアンコール（産経大阪杯）
- 2007年産
  - マジェスティバイオ（中山大障害、中山グランドジャンプ、東京ハイジャンプ、東京ジャンプステークス）
    - 2011・2012年度最優秀障害馬

### 地方重賞優勝馬
- 1996年産
  - オペラハット（東京王冠賞）
- 1999年産
  - ブラボーオペラ（ばん阿賞）
- 2006年産
  - ヒビケジンダイコ（せきれい賞）

### その他
- 1998年産
  - シングンオペラ（アルゼンチン共和国杯3着、シングンマイケルの父）

### ブルードメアサイアーとしての主な産駒
- 2004年産
  - ウエスタンダンサー（父デヒア、京阪杯）
  - アサティスボーイ（父アサティス、新潟ジャンプステークス）
- 2009年産
  - レオアクティブ（父アドマイヤムーン、京王杯2歳ステークス、京成杯オータムハンデキャップ）
- 2011年産
  - リッカルド（父フサイチリシャール、エルムステークス、報知グランプリカップ、フジノウェーブ記念、ブリリアントカップ、大井記念）
- 2013年産
  - メジャーエンブレム（父ダイワメジャー、NHKマイルカップ、阪神ジュベナイルフィリーズ、クイーンカップ）
    - 2015年度最優秀2歳牝馬

## 血統表
| オペラハウスの血統(サドラーズウェルズ系 / Djeddah 5×5=6.25%） | オペラハウスの血統(サドラーズウェルズ系 / Djeddah 5×5=6.25%） | オペラハウスの血統(サドラーズウェルズ系 / Djeddah 5×5=6.25%） | （血統表の出典）     | （血統表の出典） |
| 父 Sadler's Wells 1981 鹿毛 アメリカ                          | 父の父Northern Dancer 1961 鹿毛 カナダ                        | Nearctic                                                      | Nearco               | Nearco           |
| 父 Sadler's Wells 1981 鹿毛 アメリカ                          | 父の父Northern Dancer 1961 鹿毛 カナダ                        | Nearctic                                                      | Lady Angela          |                  |
| 父 Sadler's Wells 1981 鹿毛 アメリカ                          | 父の父Northern Dancer 1961 鹿毛 カナダ                        | Natalma                                                       | Native Dancer        | Native Dancer    |
| 父 Sadler's Wells 1981 鹿毛 アメリカ                          | 父の父Northern Dancer 1961 鹿毛 カナダ                        | Natalma                                                       | Almahmoud            |                  |
| 父 Sadler's Wells 1981 鹿毛 アメリカ                          | 父の母Fairy Bridge 1975 鹿毛 アメリカ                         | Bold Reason                                                   | Hail to Reason       | Hail to Reason   |
| 父 Sadler's Wells 1981 鹿毛 アメリカ                          | 父の母Fairy Bridge 1975 鹿毛 アメリカ                         | Bold Reason                                                   | Lalun                |                  |
| 父 Sadler's Wells 1981 鹿毛 アメリカ                          | 父の母Fairy Bridge 1975 鹿毛 アメリカ                         | Special                                                       | Forli                | Forli            |
| 父 Sadler's Wells 1981 鹿毛 アメリカ                          | 父の母Fairy Bridge 1975 鹿毛 アメリカ                         | Special                                                       | Thong                |                  |
| 母 Colorspin 1983 鹿毛 イギリス                               | 母の父High Top 1969 鹿毛 アイルランド                         | Derring-Do                                                    | Darius               | Darius           |
| 母 Colorspin 1983 鹿毛 イギリス                               | 母の父High Top 1969 鹿毛 アイルランド                         | Derring-Do                                                    | Sipsey Bridge        |                  |
| 母 Colorspin 1983 鹿毛 イギリス                               | 母の父High Top 1969 鹿毛 アイルランド                         | Camenae                                                       | *ヴィミー Vimy       | *ヴィミー Vimy   |
| 母 Colorspin 1983 鹿毛 イギリス                               | 母の父High Top 1969 鹿毛 アイルランド                         | Camenae                                                       | Madrilene            |                  |
| 母 Colorspin 1983 鹿毛 イギリス                               | 母の母Reprocolor 1976 栗毛 イギリス                           | Jimmy Reppin                                                  | Midsummer Night      | Midsummer Night  |
| 母 Colorspin 1983 鹿毛 イギリス                               | 母の母Reprocolor 1976 栗毛 イギリス                           | Jimmy Reppin                                                  | Sweet Molly          |                  |
| 母 Colorspin 1983 鹿毛 イギリス                               | 母の母Reprocolor 1976 栗毛 イギリス                           | Blue Queen                                                    | Majority Blue        | Majority Blue    |
| 母 Colorspin 1983 鹿毛 イギリス                               | 母の母Reprocolor 1976 栗毛 イギリス                           | Blue Queen                                                    | Hill Queen F-No.13-e |                  |

- 母 Colorspin は1986年のアイリッシュオークス馬。オペラハウスの全弟にゴールドカップ2勝（1998年・2000年）・アイリッシュセントレジャー連覇（1998年・1999年）のKayf Tara、半妹（父Zafonic）に2003年のオペラ賞に勝ったZee Zee Top 。
- 従兄弟クリスチャンネームの孫にウインカーネリアン。